# Сазавский монах
Сазавский монах — анонимный чешский летописец (возможно, группа летописцев), по всей видимости из Сазавского монастыря, где возникло дополнение к латинской хронике Козьмы Пражского. 

## Хроника
Труд его до 1125 года является простой переделкой хроник Козьмы Пражского, но затем становится самостоятельным. В 1157 году текст хроники прерывается подзаголовком «О благородстве короля Владислава и его брата герцога Теобальда»; доведён до 1162 года, однако написан несколько позднее, в 1170-х годах (согласно Я. Нехутовой, между 1173 и 1176 годами). В одних местах текст Сазавского монаха обнаруживает свойственные Козьме риторические особенности, в других ближе агиографическому стилю.
Сазавский монах значительное внимание уделял изложению участи славянской литургии в Чехии, а также деяний Сазавского монастыря, где богослужение совершалось сначала (в IX веке) на славянском языке. В своей хронике монах решил изложить пропущенную у Козьмы Пражского историю Сазавского бенедиктинского монастыря, упомянув также о существовавшей в нем традиции славянского богослужения. Использовав сведения так называемого Малого жития об основателе монастыря св. Прокопе, он включил в свою хронику легенды об этом святом .
Хроника Сазавского монаха сохранилась в двух рукописях, относящихся к XIII веку, и издана Менкеном (3 т. «Scriptores rerum Germanicarum», 1730) и Пелзлом и Добровским (1 т. «Scriptores rerum Bohemicarum», 1783).